# Сиголово (Кировский район)
Си́голово  (фин. Seulola) — упразднённая деревня на территории Мгинского городского поселения Кировского района Ленинградской области.

## История
На карте Санкт-Петербургской губернии Я. Ф. Шмидта 1770 года обозначена деревня Сиголово.
На карте Санкт-Петербургской губернии 1792 года А. М. Вильбрехта, она обозначена как Сиголова.
На карте Санкт-Петербургской губернии Ф. Ф. Шуберта 1834 года как Сигалова.

СИГАЛОВА — деревня принадлежит действительной статской советнице княгине Татьяне Юсуповой, число жителей по ревизии: 43 м. п., 50 ж. п. (1838 год)

В пояснительном тексте к этнографической карте Санкт-Петербургской губернии П. И. Кёппена 1849 года она записана как деревня Seulola (Сигалова, Сеглова) и указано количество её жителей на 1848 год: савакотов — 51 м. п., 55 ж. п., всего 106 человек. Деревня относилась к лютеранскому приходу Ярвисаари.
На карте профессора С. С. Куторги 1852 года она также отмечена как деревня Сигалова.

СИГАЛОВА — деревня князя Юсупова, по почтовому тракту и просёлочной дороге, число дворов — 37, число душ — 53 м. п. (1856 год)

В конце XIX — начале XX века деревня административно относилась к Лезьенской волости 1-го стана Шлиссельбургского уезда Санкт-Петербургской губернии. По приходским данным население деревни было исключительно финским.
Согласно военно-топографической карте Петроградской и Новгородской губерний издания 1921 года деревня называлась Сигалова, при ней располагался железнодорожный разъезд Сологубовка.
С 1917 по 1923 год деревня Сиголово 1 входила в состав Лезьенской волости Шлиссельбургского уезда.
С 1923 года в составе Ленинградского уезда.
С 1924 года вновь в составе Лезьенского сельсовета.
Согласно данным переписи населения СССР 1926 года в деревне Сиголово I (Валтуши) проживали 293 человека — все ингерманландцы, кроме одного латыша. К югу от деревни, в Шапкинском сельсовете Лезьенской волости находилась деревня Сиголово II.
С февраля 1927 года в составе Мгинской волости. С августа 1927 года в составе Мгинского района.
В 1928 году население деревни Сиголово 1 также составляло 293 человека.
По данным 1933 года деревня Сигалово входила в состав Лезьенского сельсовета Мгинского района.

План деревни Сиголово. 1941 год

Согласно топографической карте РККА 1941 года деревня Сиголово насчитывала 71 двор.
Деревня находилась в оккупации. Была освобождена от немецко-фашистских оккупантов 22 января 1944 года. Исключена из областных административных данных по причине: «После войны не восстановлена», на основании постановления Секретариата Президиума Верховного Совета РСФСР от 30 октября 1950 года.
В настоящее время на месте деревни находится посёлок при железнодорожной станции Сологубовка.

## География
Деревня находилась в юго-западной части района к востоку от центра поселения, посёлка Мга.
Расстояние до административного центра поселения — 13 км.
Через деревню проходила железнодорожная линия Мга — Будогощь и находилась станция Сологубовка.
К северу от места расположения деревни берёт начало река Мойка.